# 에프콧
에프콧(Epcot)은 국제 문화와 기술적 혁신을 주제로 1982년 1월에 월트 디즈니 월드 리조트에서 두 번째로 개장한 테마파크이다. 1982년까지는 에프콧 센터(EPCOT Center)로 불리었다.

## 파트 구성
엡콧은 퓨처 월드(Future World)와 월드 쇼케이스(World Showcase)의 두 가지 구역으로 구성되어있다.

### 퓨처 월드
- 스페이스쉽 어스 (Spaceship Earth) 섹스
  - 프로젝트 투모로우: 인벤팅 더 원더스 오브 더 퓨처 (Project Tomorrow: Inventing the Wonders of the Future)
- 이노벤션 (Innoventions)
  - 이스트 이노벤션 (East Innoventions)
  - 웨스트 이노벤션 (West Innoventions)
- 유니버스 오브 에너지 (Universe of Energy)
  - 엘렌의 에너지 어드벤차 (Ellen's Energy Adventure)
- 미션: 스페이스 (Mission: SPACE)
- 테스트 트랙 (Test Track)
- 더 시즈 위드 니므 앤 프랜즈 (The Seas with Nemo & Friends)
  - 더 시즈 위드 니므 앤 프랜즈 (The Seas with Nemo & Friends)
  - 터틀 토크 위드 크러시 (Turtle Talk with Crush)
- 더 랜드 (The Land)
  - 리빙 위드 더 랜드(Living with the Land)
  - 소어링 (Soarin')
  - 서클 오브 라이프: 언 인바이런멘틀 페이블 (Circle of Life: An Environmental Fable)
- 이매지네이션! (Imagination!)
  - 져니 인투 이매지네이션 위드 피그먼트 (Journey into Imagination with Figment)
  - 이미지웍스 (ImageWorks)
  - 캡틴 EO (Captain EO)

### 월드 쇼케이스
- 멕시코 (Mexico)
- 노르웨이 (Norway)
- 중화인민공화국 (China)
- 독일 (Germany)
- 이탈리아 (Italy)
- 아메리칸 어드벤처 (The American Adventure)
- 일본 (Japan)
- 모로코 (Morocco)
- 프랑스 (France)
- 영국 (United Kingdom)
- 캐나다 (Canada)